# ワン (U2の曲)
「ワン」（One）は、U2が1991年にアルバム『アクトン・ベイビー』で発表した楽曲。1992年には、同アルバムからの第3弾シングルとしてリリースされた。本項目では、メアリー・J. ブライジとU2の連名により2006年に発表されたシングルについても述べる。

## 解説

### オリジナル・ヴァージョン
大胆な路線変更を遂げた『アクトンベイビー』の中にあって、従来のU2らしい誠実さが漂うバラードナンバーである。
1990年10月、バンドはブライアン・イーノ、ラノワ、フラッドの三人を引き連れてベルリンのハンザスタジオに入った。この3人のうちラノワがメインプロデューサーで、フラッドはエンジニアとして参加、イーノは1週間ほどセッションに参加すると、その後数ヶ月姿を消した。意気軒高としてセッションに取り組んだものの、なかなか曲が出来上がらずレコーディングは四苦八苦。そのうちメンバーの仲も険悪になり、『The Joshua Tree』を切り倒したかったボノ、エッジと『The Joshua Tree』の周囲に花壇を植えたかったアダム、ラリーとで激しく対立、ついにバンドも解散かと思われたその時、空から落ちてきたかのように「One」が生まれた。
歌詞の解釈については、東西ドイツ統一、エッジの離婚問題、バンドの変化、当時恋人と問題を抱えていたグッギ、エイズに感染した男と父親との会話など諸説あったが、2005年のローリングストーンのインタビューで、ボノは「ゲイであることをカミングアウトした息子とその父親の関係性をモチーフにしたもの」と答えており、「エイズに感染した男と父親との会話」が正解のようだ。「俺たちはひとつだけれども、同じではない」「相容れないもの同士でも、支え合って生きていくしかない」という諦めの気持ちが込められている。しかし、リスナー側は「ひとつになって生きていこう」という逆の意味に勘違いしており、ボノ曰く、なんで皆がこの曲を結婚式で使いたがるのか分からないと述べている。
本シングルの収益金は、エイズの調査機関に寄付された。シングルのジャケットはデヴィッド・ヴォイナロヴィッチが撮影した写真で、ヴォイナロヴィッチは、本作発表と同年の1992年7月、エイズの合併症により死去した。
OneはU2の代表曲となり、アクセル・ローズはこの曲を初めて聴いたとき、感激のあまり涙をボロボロ流し、ボノに手紙を書送り、「アメリカ国歌にしたい」といったのだという。またノエル・ギャラガーも「これまで書かれた曲の中で最も偉大なものの1つ」と絶賛している。
2007年、VH1の番組「The Greatest」における企画「90年代の最も偉大な100曲」では、ニルヴァーナ「スメルズ・ライク・ティーン・スピリット」に次ぐ2位にランク・インした。
ローリング・ストーンの選ぶオールタイム・グレイテスト・ソング500において、36位にランクイン。

### メアリー・J. ブライジ & U2ヴァージョン
2005年12月にリリースされたメアリー・J. ブライジの7thアルバム『ザ・ブレイクスルー』(The Breakthrough)には、ブライジとU2の共演によるヴァージョンが収録された。2006年には、同作からの第3弾シングルとしてリリースされ、世界的な大ヒットを記録した。
ボノが2003年にミュージケアーズ・パーソン・オブ・ザ・イヤー（第45回グラミー賞）に選ばれた際のチャリティー・ディナーでブライジがこの曲を歌い、ボノと意気投合したことが共演のきっかけとなった

## 収録曲

### U2ヴァージョン
1. ワン - "One" - 4:34
2. スピニング・ヘッド - "Lady with the Spinning Head (UV1)" - 3:54
3. サテライト・オブ・ラヴ - "Satellite of Love" - 4:00
  - 12インチ・シングル、CDマキシシングルに収録
  - プロデュース：ジ・エッジ
4. ナイト・アンド・デイ - "Night and Day (Steel String Remix)" - 6:57
  - CDマキシシングルに収録
  - プロデュース：ユース

### メアリー・J. ブライジ & U2ヴァージョン

#### CDシングル
1. "One (Radio Edit)" - 4:04
2. "Can't Hide from Luv (Live)" - 3:52

#### CDマキシシングル
1. "One (Radio Edit)" - 4:04
2. "I'm Going Down (Live)" - 3:24
3. "My Life '05" - 3:24

## PV
PVは3本作られ、マーク・ペリントンが監督したBuffalo Versionが1992年3月2日にMTVで初めて公開された。2週間後、今度、MTVはフィル・ジョアノーのセカンドヴァージョンをヘビロテしたが、再びBuffalo Versionに戻され、4月1日から再び流されるようになり、5月20日からはアントン・コービンのファーストヴァージョンがヘビロテされるようになった。

### Version 1
- 監督：アントン・コービン
- プロデューサー：リチャード・ベル
- プロダクション：State Ltd.
- 編集：ダニエル・ゴッダード
- ロケ地：ベルリン
- 撮影日：1992年2月
- リリース日：1992年5月20日

「Pride (In the Name of Love)」のPVで大失敗したアントン・コービンに再びチャンスが与えれた。
アルバムをレコーディングする前にバカンスを取ったスペイン領カナリア諸島のテネリフェで、女装して写真撮影した経験から、アイデアを思いついた。「U2ができそうもないことをやってみよう」という心意気だったとか。
ボノの父ボブ・ヒューソンが出演している。これは父親の教育方針に反して牧師にならずカメラマンになり、父との間に確執があったコービンが、同じく確執のあるボブ・ボノ親子を撮ったという入れ子の形になっているものだ。が、その内容がエイズを思わせるということで、一旦、お蔵入りとなった。
1991年5月20日から流されたアントン・コービンのVerison1はバンドが女装しているシーンやボブ・ヒューソンのシーンのいくつかをカットしたものである。オリジナル・ヴァージョンは2005年にリリースされたThe Work of Director Anton Corbijnに収録されている。

### Version 2 - Buffalo Version
- 監督：マーク・ペリントン
- プロデューサー：カリーナ・ルービン
- 編集：ボブ・グリーソン
- ロケ地：ニューヨーク
- 撮影日：1992年2月
- リリース日：1992年3月4日

ジャケットにもなったデイヴィッド・ヴォイナロヴィッチの「転げ落ちるバッファロー」が使われている。元々Zoo-TVのスクリーンに映す予定の映像だったのだが、ヴァージョンが１お蔵入りになったので、急遽、PVとして使われた。が、バッファローの映像でけではつまらないとうことで、バンドのメンバーの映像が付け加えられたPVも作られたが、いまいちな出来だったので、結局、元のヴァージョン２が使われることになった。

### Version 3
- 監督：フィル・ジョアノー
- プロデューサー：ネッド・オハンロン
- プロダクション： Dreamchaser Productions
- 編集：グレン・ラザロ
- ロケ地：ニューヨーク
- 撮影日：1992年3月
- リリース日：1992年3月18日

1992年3月10日のフィラデルフィア公演が終わった後、U2のメンバーはニューヨークへ飛び、タイムズスクエアのNell’sというバーで真夜中に撮影を行った。ボノが撮影している間、他のメンバーはナイトクラブの地下室でモデルや女装趣味の男性たちとパーティーを開いて、自分たちの出番を待っていたのだが、結局、ボノだけの撮影となった。

## ライブ
Zoo TVツアーの初日に登場して以来、イノセンス&エクスペリエンス・ツアーの初日にセトリから外れるまで、ライブで毎回演奏されたいた。 Zoo TV ツアーではスクリーンにバッファロー・ヴァージョンのPVが流された。DVD「PopMart: Live from Mexico City」に収録されているメキシコ・シティのライブでは自殺した親友のマイケル・ハッチェンスに捧げられている。またライブでは「Hear Us Coming」といわれる歌詞が付け足されることが多い。
You hear us coming Lord?
You hear us call?
You hear us knocking, knocking at Your door?
You hear us coming, Lord?
You hear us call?
You hear us scratching, will You make me crawl?
また1995年のモデナ（イタリア）におけるパヴァロッティ＆フレンズ・コンサート、1997年のフリーチベットコンサート、2003年の46664 コンサート、2005年のライブ8、メアリー・J・ブライジとともに出演したハリケーン被害者のためのコンサート：嵐からの救出なおのチャリティライブでもよく演奏されている。
「One」のライブパフォーマンスは、『Zoo TV: Live from Sydney』、『U2 Go Home: Live from Slane Castle』、『Vertigo 2005: Live from Chicago』、『U2 3D』、『U2 360° at the Rose Bowl』に収録されている。

## アウトアピアランス
- Tibetan Freedom Concert (1997) - 1996年と1997年に行われたTibetan Freedom Concertのコンピ。CDは3枚組でDisc1とDisc2には第２回コンサートの曲が、Disc3には第１回コンサートの曲が収録されている。The Milarepa Fundはthe Beastie BoysがIll Communicationというアルバムでチベットの僧侶の祈り声をサンプリングしたことをきっかけに、彼らがチベットの僧侶に資金援助する目的で1997年に設立した基金である。この基金はチベット独立問題を支援するコンサートからも収益を得ていた。第1回コンサートは1996年にサンフランシスコで2日間にわたって行われた。そして第2回コンサートは1997年6月7日、8日にニューヨークのワーズ島で行われた。U2は初日にライブを行い、「Gone」「Mysterious Ways」「One」「Until the End of the World」「Please」の5曲を演奏したが、1アーチスト1曲の法則に則って、アルバムに収録されているのは「One」だけである。またU2は第1回コンサートには参加していないが、Disc3には2分49秒ほどのボノのインタビューが収録されている。そこでボノは「1つになること、団結することはたしかに素晴らしいけど、異なる人々の権利を尊重するほうがもっと素晴らしい」と述べている。
- 『天使がくれた時間』(2000) - ニコラス・ケイジ主演の2000年のアメリカ映画のサントラに収録。

## リミックス
- Apollo 440 Remix (2011)

by Apollo 440, Steve Lillywhite (Achtung Baby 20th Anniversary Edition 収録)
- Apollo 440 Ambient Mix (2011)

by Apollo 440, Steve Lillywhite (Achtung Baby 20th Anniversary Edition 収録)

## カバー
- Automatic Baby (1993) - 1993年、U2のメンバーのアダム・クレイトンとラリー・マレン・ジュニアは、R.E.M.のマイケル・スタイプ、マイク・ミルズと共にこの曲を演奏した。ユニット名はR.E.M.のアルバム名『オートマチック・フォー・ザ・ピープル』とU2のアルバム名『アクトン・ベイビー』を足して「オートマチック・ベイビー」とした[27]。
- ミーシャ・パリス (1995)- UKのソウルシンガー。UK8位とヒットした。プロデューサーはポール・オーケンフォールドとU2ファミリーの一員であるスティーブ・オズボーン。 日本ではアルバム『ブラック・エンジェル』（1998年）のボーナス・トラックとなった。
- ジョニー・キャッシュ(2000) - 『American III: Solitary Man』収録。キャッシュのヴァージョンは、『デイリー・テレグラフ』紙が2004年に選出した「ベスト・カヴァー・ソングTOP 50」で12位にランク・インした[28]。
- ジョー・コッカー (2004)- 『Heart & Soul』収録。
- カウボーイ・ジャンキーズ （2005年）- 『Early 21st Century Blues』収録。
- ヤング@ハート (2007年) - 『Mostly Live』収録。
- ダミアン・ライス (2011年)- トリビュート・アルバム『AHK-toong BAY-bi Covered』に提供[29]。
- エディ・ヴェーダー (2023年) - U2がケネディ・センター名誉賞を受賞したことを受け、授賞式でカバーを披露。[30]

## B面曲

### Lady With the Spinning Head (UV1)
「Zoo Station」「The Fly」「Ultraviolet (Light My Way」に3分割したデモ曲。「Even Better the Real Thing」にはこの曲のExtended Dance Mixが収録されている。

### Satellite of Love
ルー・リードのカバー。ギャビン・フライデーがバックコーラスで参加している。エッジの発案でツアーに使うためにカバーしたのだが、果たしてZoo TVツアーではスクリーンに映るルー・リードとの共演が実現し、1993年11月27日のシドニー公演での演奏の模様は、映像作品『ZOO TVツアー〜ライヴ・フロム・シドニー』でも確認できる。

### Night and Day(Steel String remix)
エイズ患者救済のチャリティアルバム『Red Hot and Blue』のためにカバーしたコール・ポーターの曲。邦題「夜も昼も」。スティーヴ・リリーホワイトがこのアルバムの共同制作者で、U2のためにこの曲を選んだ。プロデューサーはキリング・ジョークのベーシスト・Youth。ボノの親友・INXSのフロントマン・マイケル・ハッチェンスの元恋人でスーパーモデルのヘレナ・クリステンセンのお気に入りの曲。
→「Night and Day」

## 評価

### イヤーオブ
- 1992年ローリングストーン読者が選ぶ年間ベストシングル第1位[32]

- 1992年ヴィレッジ・ボイスPazz＆Jopシングルリスト第8位[33]
- 1992年フェイス年間ベストシングル第36位[34]
- 1992年エンターテインメント・ウィークリー（US）年間ベストシングル[35]

### オールタイム
- 1994年「The Book of Rock Lists」が選ぶ90年代のプロテストソング第29位[36]
- 1997年Mojo読者が選ぶ９０年代ベストソング100第10位[37]
- 1998年BBCレディオ１が選ぶベストソング第21位[38]
- 1999年Qマガジン読者が選ぶオールタイムベストソング100第24位[39]
- 1999年スタジオ・ブリュッセル（ベルギー）の視聴者が選んだオールタイムベストソング第12位[40]
- ヴィレッジ・ボイスが選ぶ９０年代ベストシングル80第64位[41]
- 2000年スタジオ・ブリュッセル（ベルギー）が選んだオールタイムベストソング100第12位[42]
- 2004年ローリングストーンが選ぶオールタイムベストソング500第36位[43]
- 2004年Qマガジンが選ぶ持っておくべき1010曲：完璧な曲第3位[44]
- 2004年デイリーテレグラフが選ぶベストカバーソング50：ジョニー・キャッシュ[45]
- 2006年Qマガジンが選ぶオールタイムベストソング100第5位[46]
- 2006年Qマガジンが選ぶ人生のトップ20シングル第5位[47]
- 2007年トゥデイFM（アイルランドのラジオ局）The Tony Fenton Showの視聴者が選ぶベストアイリッシュシングル
- 2009年ガーディアンが選ぶ誰もが知っている曲1000[48]
- 2010年ローリングストーンが選ぶオールタイムベストソング500第36位[49]
- 2012年NMEが選ぶ過去６０年のベストソング100：90年代編第65位[50]
- 2012年Qマガジンが選ぶベストソング1001第1位[51]

## 参考資料
- ザ・ブレイクスルー (ライナーノーツ). メアリー・J. ブライジ. ユニバーサル・ミュージック株式会社. 2005. UICF-1064。